# Peter Wylde
Peter Wylde (n. 30 iulie 1965, Boston, Massachusetts, SUA) este un sportiv ce a reprezentat Statele Unite ale Americii, medaliat olimpic. A participat la o ediție a Jocurilor Olimpice (2004) în care a câștigat o medalie de aur.

## Participări
Lista de mai jos prezintă principalele competiții la care a participat Peter Wylde de-a lungul carierei.
- equestrian at the 2004 Summer Olympics – team jumping[*]